# Physalaemus olfersii
Espèce
Synonymes
- Phryniscus olfersii Lichtenstein & Martens, 1856
- Physalaemus olfersi (Lichtenstein & Martens, 1856)

Statut de conservation UICN

 LC  : Préoccupation mineure
Physalaemus olfersii est une espèce d'amphibiens de la famille des Leptodactylidae.

## Répartition
Cette espèce est endémique du Brésil. Elle se rencontre jusqu'à 1 200 m d'altitude dans les États du Minas Gerais, de l'Espírito Santo, de l'État de Rio de Janeiro et de l'État de São Paulo,.

## Publication originale
- Lichtenstein & Martens, 1856 : Nomenclator reptilium et amphibiorum Musei Zoologici Berolinensis. Namenverzeichniss der in der zoologischen Sammlung der Königlichen Universität zu Berlin aufgestellten Arten von Reptilien und Amphibien nach ihren Ordnungen, Familien und Gattungen. Königliche Akademie der Wissenschaften, Berlin, p. 1-48 (texte intégral).